# Karel I. Angleški
Karel I., monarh treh kraljestev Angleške, Škotske in Irske, * 19. november 1600, palača Dunfermline, Dunfermline, Škotska, † 30. januar 1649, palača Whitehall, London, Anglija.
Vladal je od 27. marca 1625 do njegove usmrtitve v letu 1649.
Karel je bil drugi sin kralja Jakoba VI. Škotskega. Ko je njegov oče leta 1603 nasledil angleški prestol, se je preselil v Anglijo, kjer je preživel večino svojega življenja. Prestolonaslednik je postal ob smrti svojega starejšega brata leta 1612.
Kot kralj je imel samodržne težnje in se je zapletel v konflikt z Angleškim parlamentom, ki je poskušal omejiti njegovo moč. Nezadovoljstvo je povzročil tudi s katoliškimi nazori. Njegovo vmešavanje v Škotsko cerkev je sprožilo škofovske vojne, ki so nazadnje povzročile njegov propad.
Od leta 1642 se je Karel bojeval z angleško in škotsko parlamentarno vojsko v angleški državljanski vojni. Po porazu v letu 1645 se je predal škotski vojski, ki pa ga je predala angleškemu parlamentu. Karel je začasno zbežal iz ječe v novembru leta 1647. Ponovno so ga zaprli na otoku Wight, od koder so ga po številnih neuspelih pogajalskih manevrih prepeljali v London, ga obsodili izdaje in ga konec januarja 1649 obglavili. Nasledil ga je njegov sin Karel II.

## Mladost in čas vladavine
Karel se je rodil 19. novembra 1600 v palači Dunfermline na Škotskem kot drugi sin kralja Jakoba I. in kraljice Ane. Bil je dokaj nerazvit otrok, saj ni mogel hoditi in govoriti do starosti treh let. Ko je marca 1603 umrla angleška kraljica Elizabeta I. in je njegov oče postal kralj Anglije, so Karla pustili na Škotskem v zdravstveni oskrbi, ker so menili, da bi lahko bila pot iz Škotske v Anglijo usodna za njegovo zdravje. V Anglijo je prišel šele leta 1604.
Njegov starejši brat Henrik Friderik je bila uradno razglašen za prestolonaslednika in prejel naziv valižanski princ in Karel je leta 1605 prejel naziv vojvoda Yorški. Dve leti prej je na Škotskem dobil naziv vojvoda Albanyski. Leta 1612 je Henrik Friderik umrl za tifusom, s čim je Karel postal uradni prestolonaslednik in leta 1616 prejel naziv valižanski princ.
Karel je bil pod močnim vplivom Georga Villiersa, 1. vojvoda Buckinghamskega, priljubljenega dvorjana in svetovalca njegovega očeta. Z Villiersom je leta 1623 odšel v Španijo, da bi se dogovoril o morebitni poroki med Karlom in špansko infantinjo, hčerko kralja Filipa III.. Ko so na španskem dvoru zahtevali, da se Karel spreobrne v katolicizem, je bil zakon zavrnjen. Po vrnitvi v Anglijo sta od Jakoba zahtevala deklaracijo o vojni s Španijo.
Po vrnitvi iz Španije je Karel v Parizu srečal Henriko Marijo, sestro francoskega kralja Ludvika XIII. Ko se je vrnil v Anglijo, je od parlamenta zahteval, da se mu odobri zakon z Henriko Marijo, kar je na koncu res naredil.

## Vladavina
Karel je 27. marca 1625 po očetovi smrti postal kralj in 13. junija istega leta se poročil s Henriko Marijo. Prvi parlament, izvoljen po njegovi inavguraciji maja istega leta, je bil v nasprotju z njegovo poroko, saj je menil, da bi katoliška kraljice lahko vplivala na Karla in dvignila omejitev verske svobode za katoličane in spodkopavala protestantizem kot državno religijo. Karel je bil kronan 2. februarja 1626 v Westminstrski opatiji, vendar brez Henrika Marija, ki se ni želela udeležiti te protestantske slovesnosti.
Protestantski dvomi v Karla so se povečali, ko se je obkrožil z ljudmi, naklonjenimi h katoliški cerkvi, še posebej s klerikom Richardom Montaguejem, ki je v enem izmed svojih pamflet napadel Kalvinovo poučevanje. S tem pamfletom je Montagu postal razvpit med takrat zelo vplivnih puritanci v parlamentu. Karel je Montagueja vzel pod zaščito, kar je dodatno povečalo sum in sovražnost proti njemu.

### Konflikti s parlamentom
Eden izmed Karlovih preobremenjenosti v času njegove vladavine je bila zunanja politika. Želel je pomagati Frideriku V. Palatinatskemu, možu svoje sestre Elizabete, ki je pravkar izgubil češko krono. Bil je tudi vojni s španskim kraljem Filipom IV., čigar je nekoč poskušal prositi za roko njegove sestre. Upal je, da bo katoliški kralj Španije posegel kot Sveto rimski cesar in vrnil Friderika na češki prestol.
Vendar pa v primeru vojne s Španijo, Karel in parlament niso našli skupnega jezika. Parlament je imel raje poceni mornariški napad na španske kolonije v Novem svetu v upanju, da bi s plenjenjem španskih zakladov lahko financirali vojno s Španijo. Karel pa je na drugi strani želel bolj agresivno (in drago) vojno na celini, vendar pa je parlament onemogočil samostojno zbiranje denarnih sredstev za svoje potrebe, koz so nekoč vladarji lahko delali. Karel se ni odzval s to odločitvijo parlamenta in ravnal proti tej odločbi.
Januarja 1629 je bilo odprto drugo zasedanje parlamenta skozi čas Karlove vladavine. V luči nedavnega umora vojvoda Buckinghamskega je Karel ta parlament pozval k uporu. Ena od glavnih tem tega zasedanja je bil primer enega meščana, ki mi je bila zaplenjeno vso premoženje, ker ni želel plačati kralju pri njegovem avtonomnem zbiranju sredstev za vojno s Španijo. Parlament je izglasoval sklep, da je vsak, ki plača kralju davek, ki ga parlament ni odobril, razglašen za "izdajalca in sovražnika". Karlu je bilo tako onemogočeno vodenje svoje vojne politike, zato je razrešil parlament.
Vojna s Španijo se je končala neugodno za Anglijo, predvsem zaradi nesposobnosti vojvoda Buckinghamskega. Karel je začel nov nemir z uvedbo davkov, s katerim se parlament ni strinjal. Čeprav jima je uspelo zbrati nekaj denarja potrebnega za nove vojne, je vojvoda Buckinghamski naredil še en vojaški polom. Vojvoda Buckinghamski je bil ubit 23. avgusta 1628 in z njegovo smrtjo so se končali katastrofalni vojne, vendar se konflikt med Karlom in parlamentom o vprašanjih davkov in vere ni končal.

### Vladavina brez parlamenta
Karel se je odločil, da postane finančno neodvisen od parlamenta, in je sklenil mir s Francijo in Španijo. V naslednjih enajstih letih je vladal absolutistično, brez parlamenta. Ta leta so poznana kot "enajst let tiranije".
Karel, vladajoč brez parlamenta, je nadaljeval svojo politiko neusmiljeno z uvedbo novih davkov, da bi napolnil svojo kraljevo blagajno. Pri tem je v uporabo vrnil davno pozabljena fevdalna pravila svojih predhodnikov, ki so bila obremenjujoča za narod. Tako je denarno kaznoval vse, ki se niso udeležili njegovega kronanja leta 1626, in denar je zbiral na druge nepopularne načine, kar je izzvalo upor in odpor. Mnogi so se pokušali upreti plačilu, vendar je bila kazen odvisna od Karlove "dobre volje", ker je bil v skladu z njegovo interpretacijo davek kraljevi privilegij in pravica.

### Verski konflikti
Karel je nameraval anglikansko cerkev oddaljiti od učenja Jeana Calvina in jo preusmeriti v bolj tradicionalno smer. Pomemben vpliv na Karla je na tej točki imel njegov politični svetovalec William Laud, canterburyjski nadškof. V zvezi s tem je Karel leta 1633 uvedel nepriljubljene verske reforme, ki so v angleški cerkvi spremenili svečani del liturgije. Nadškof Laud je versko enotnost skušal zagotoviti z izpustitvijo duhovnikov, ki se niso strinjali z reformami, kot tudi s prepovedjo puritanske verske organizacije. To so bili odkrito sovražne poteze proti vsem novim verskim težnjam, ki so bile ustvarjene v veji kalvinističnega verskega gibanja v Angliji in na Škotskem v tistem času.
Z uvajanjem posebnih sodišč, ki so kaznovala nasprotnike verskih reform in so za kazen dale fizično mučenje, a nikoli smrtne kazni, je prilil še več olja na ogenj. Brezzakonje in voluntarizem teh sodišč sta včasih presegla vsa brezpravja in arbitrarnosti njegovih predhodnikov. Obtožene so pripeljali na sodišče brez obtožnice, jim sodili brez prič in priznanja dobili z mučenjem.
Za prva leta Karlove enajstletne absolutistične vladavine je bil značilen relativni mir, v katerih je le en sam upor pokazal nezadovoljstvo ljudi in verskih krogov. Ko je Karel poskušal svojo versko politiko izvajati nad Škotsko, se je soočil s številnimi težavami. Uvedba novega molitvenika v verski obred je Škotska cerkev razumela kot uvajanje anglikanskega modela na Škotskem, zaradi česar so je uprla nižja duhovščina. Leta 1638 je ta upor je dosegel vrhunec s Karlovo razrešitvijo zvestih škofov in uvedbo prezbiterijanske vlade v Škotsko cerkev, kar pomeni, da je Karlu nepoštena nižja duhovščina upravljala s cerkvijo. To je Karel razumel kot upor in vstajo proti kraljevi vladi.
Leta 1639 se je začel prva škofovska vojna. Karel je neuspešno pokušal dobiti denar z obdavčitvijo svojih podanikov. Vojna se je končala s ponižujočim porazom in junija istega leta je bil Karel prisiljen zagotoviti civilno in versko svobodo svojim škotskim podanikom. Ta vojni neuspeh je označil konec Karlove vladavine brez parlamenta, namreč naslednjega leta je moral ponovno sklicati parlament, da bi povečal prihodke in premagal finančno krizo. To je bil prvi sklic parlamenta po enajstletni samovoljni vladavini, znani kot "enajstletna tiranija", zahvaljujoč njegovi neusmiljeni davčni politiki in verskim reformam pod vplivom canterburyjskega nadškofa Williama Lauda.

### Konflikt s Škotsko in ponovni sklic parlamenta
Na zasedanju sta parlament in Karel imela različne poglede na sporazum med Karlom in Škoti. Karel je medtem pristal na prekinitev svoje sporne davčne politike in parlament se je strinjal, da poveča sredstva za nadaljevanje Karlove vojne politike, vendar je nastalo nesoglasje, ko je parlament postavil vprašanje o kraljevi zlorabi oblasti v enajstih letih njegove absolutistične vladavine. Ko Karel s parlamentom spet ni našel skupnega jezika, ga je maja 1640 spet razrešil in nadaljeval s svojo samovlado. Medtem pa je Karel poskušal poraziti Škote, vendar se je ta poskus končal klavrno. S ponižujočim sporazumom, podpisanim septembra 1640, je Karel mogel plačati stroške škotske vojske, ki so jih imele med ubranitvijo pred njegovim napadom. 
Vsi ti dogodki so se zgodili novembra 1640 po ponovnem sklicu parlamenta. Da bi prišel do potrebnega denarja, je Karel februarja 1641 pristal na mnoge parlamentarne zahteve, kot na primer, da mora na vsaka tri leta sklicati parlament in če ga ne bi, bi se lahko sam sklical. Maja istega leta je pristal na novo zahtevo, po katerem parlament ne more biti razrešen brez njihovega soglasja. Poleg tega je Karel dal formalno soglasje za usmrtitev svojih najbližjih sodelavcev, Thomasa Wentwortha in Williama Lauda, ter odpravo vseh svojih davčnih predpisov in osovraženega kraljevega dvora.
Novembra 1641 je parlament Karla obtožil zlorabe v času njegove samovoljne enajstletne vladavine, kar je izzvalo nove napetosti, vendar se je situacija poslabšala istega leta s proti protestantsko vstajo na Irskem. Karel je zbral vojsko, da bi zatrl vstajo, vendar je parlament, boječ se, da bi Karel uporabil vojsko proti svojim nasprotnikom v Angliji, izdal odločbo, ki je Karlu razveljavila pravico do oblikovanja vojske. Karel na to ni želel pristati.
Da bi preprečil kralju, da bi ga razpustil, je parlament sprejel Zakon o razpustitvi, ki je določil, da se mora parlament sestati vsaj enkrat na tri leta, in to je bilo v kraljevi odsotnosti zelo potrebno. Karel je kmalu začel popuščati zahtevam parlamenta in se je strinjal z zakonom, ki je odredil, da ga on kot kralj ne more razrešiti, razen če se člani parlamenta strinjajo. Kmalu je bil prisiljen odobriti usmrtitev Williama Lauda, svojega takratnega zaveznika in svetovalca. Vsi predpisi, ki jih je Karel sprejel v času razpustitve parlamenta, so bili razglašeni za nične.
Novembra 1641 je bil sestavljen seznam kazni za Karlove ministre, čigar odločitve so bile klasificirane za zlorabo kraljevih pooblastil, ki jih je Karel dal med svojo vladavino brez parlamenta. Napetosti so dosegle vrhunec v trenutku irskega upora, ki ga je vojska zadušila, vendar se je parlament bal, da bi vojsko Karel kasneje uporabil proti samemu parlamentu. Karel je zavrnil zakon o prevzemu kraljevega poveljstva vojske, ki ga je parlament poskušal sprejeti.

### Vojni konflikti
Ko je Karel slišal, da namerava parlament obtožiti njegovo kraljico Henriko Marijo za zlorabo moči, je sprejel drastične korake. Naročil je aretacijo petih poslancev, ki so ga obtožili izdaje, in 4. januarja 1642 so oborožene enote pod poveljstvom kralja vdrle v parlament, iz katerega so Karlovi nasprotniki že pobegnili. To kraljevo potezo so meščani Londona šteli za grozljivo in trdno so stali na strani parlamenta, kar je bilo zelo pomembno dejstvo pri nadaljnjem poteku dogodkov. Karel se v Londonu ni več počutil varen in pa ga je z družino kmalu zapustil.
Odprti konflikt se v tem trenutku še ni začel, vendar sta se obe strani hitro začeli oboroževati. Karel je vzpostavil svoj dvor v Oxfordu, kjer je nadziral sever in zahod države, parlament pa je imel sedež v Londonu, od koder je nadziral jug in vzhod države. Državljanska vojna se je začela 25. oktobra 1642 z bitko pri Edgehillu in nadaljevala s spremenljivo srečo leta 1643 in 1644, ko je v bitki pri Nasebyju ravnotežje vojne obrnila v korist parlamenta in njegovih podpornikov. 
Po bitki pri Nasebyju je bil Karlov sedež Oxford oblegan, zaradi česar je Karel moral aprila 1646 pobegniti. Istega meseca je v Newarku Škotska uporniška vojska ujela Karla. Škoti so s parlamentom dosegli sporazum, na podlagi katerega so Karla leta 1647 izročili njegovim nasprotnikom.
Karla so v času ujetništva prestavljali iz več kraljev in cel čas njegovega ujetništva so se odvijala pogajanja o njegovem statusu. Karlov načrt je bil, da se preseli v tujino ali pa je pod nadzorom nekoga, ki mu je bil naklonjen. Poskušal se je sporazumeti z različnima stranema, vendar je s škotskim prezbiterijanskim uporniki dosegel sporazum in pristal na njihove zahteve. Škoti so zato stali na strani rojalističnih sil.
Rojalisti so se uprli julija 1648, s čimer se je začela druga državljanska vojna, in Škoti so glede na dogovor s Karlom napadli Anglijo. Na območju, kjer škotske sile niso dosegle upornikov, so bili od strani parlamentarnih sil hitro zadušeni. S porazom škotskih sil v bitki pri Prestonu leta 1648 so rojalisti izgubili vojno.

## Sojenje in usmrtitev
Aretiranega Karla so konec leta 1648 premestili v grad Windsor. Kot odgovor na Karlovo organiziranje upora iz ujetništva je parlament s svojo odločbo formiral sodišče, ki bi mu sodilo. Na začetku mu je bil parlament pripravljen ponuditi častni odstop, vendar so ga po končnih dogajanjih šteli za odgovornega za neupravičeno prelivanje krvi in se mu odločili soditi.
Sojenje Karlu pod obtožbo veleizdaje se je začelo 2. januarja 1649, vendar se ni želel spustiti v spor, ker je menil, da niti eden sodnik nima pristojnosti nad njim, saj je s kronanjem in maziljenjem dobil oblast od Boga. Karel je bil 29. januarja 1649 zaradi kaznivih dejanj obsojen na smrt. Oder, na katerem so ga obglavili, je bil zgrajen v palači Whitehall.
Karel je bil javno usmrčen 30. januarja 1649. Takratni vodja parlamenta Oliver Cromwell je odredil, naj se Karlova glava prišije na telo, da bi ga njegova družina lahko pokopala. Pokopan je bil ponoči 7. februarja 1649.
Po propadu monarhije je državni svet vodil Oliver Cromwell. On je kasneje pridobil naziv lorda generala parlamentarne vojske. Parlament, ki ga je Karel sklical leta 1640 in ki je bil proti njemu, je bil leta 1653 po Cromwellovi odločitvi razpuščen. Cromwell je bil takrat poznan kot lord protektor Anglije, Škotske in Irske. Po njegovi smrti leta 1658 ga je nasledil njegov nesposobni sin, Richard Cromwell, zaradi česar se je parlament leta 1659 ponovno sestal in se je obnovila monarhija.

## Potomci
Karel in Henrika Marija sta imela devet otrok, od katerih so preživeli trije sinovi in tri hčerke:
- Karel Jakob, vojvoda Cornwallski in Rothesayski (1629)
- Kralj Karel II. (1930-1685) ∞ portugalska infantinja Katarina
- Marija Henrika, kraljevska princesa (1631-1660) ∞ oranski knez Viljem
- Kralj Jakob II. in VII. (1633-1701) ∞ (1) Anne Hyde, (2) modenska princesa Marija
- Princesa Elizabeta (1635-1650)
- Princesa Ana (1637-1640)
- Princesa Katarina (1639)
- Henrik, vojvoda Gloucestrski (1640-1660)
- Princesa Henrika Ana (1644-1671) ∞ orleanski vojvoda Filip

Meni se, da je Karel I. imel eno nezakonsko hčerko pred začetkom zakona s Henriko Marijo, ki se je imenovala Joanna Brydges.

## Dediščina
Po prihodu njegovega sina Karla II. na prestol, je bil Karel I. kanoniziran za edinega post-reformacijskega svetnika Angleške cerkve in osnovan je bil kult "Kralja mučenika".
Takratna britanska kolonija v Severni Ameriki, Karolina, ki je na območju današnje ameriške zvezne države Severne in Južne Karoline, je bila poimenovana po Karlu I. Severneje na območju ZDA, v današnji ameriški zvezni državi Virginiji, so po Karlu poimenovali Cape Charles, Charles River in dve zgodovinski okrožji.